# جوئی کرامر
جوئی کرامر (به انگلیسی: Joey Cramer)(زاده ۲۳ اوت ۱۹۷۳) بازیگر کودک سابق کانادایی است.
از کارهای معروف او می‌توان به بازی در فیلم پرواز مسیریاب، فرار و این مهمونی منه اشاره کرد.